# Misandria

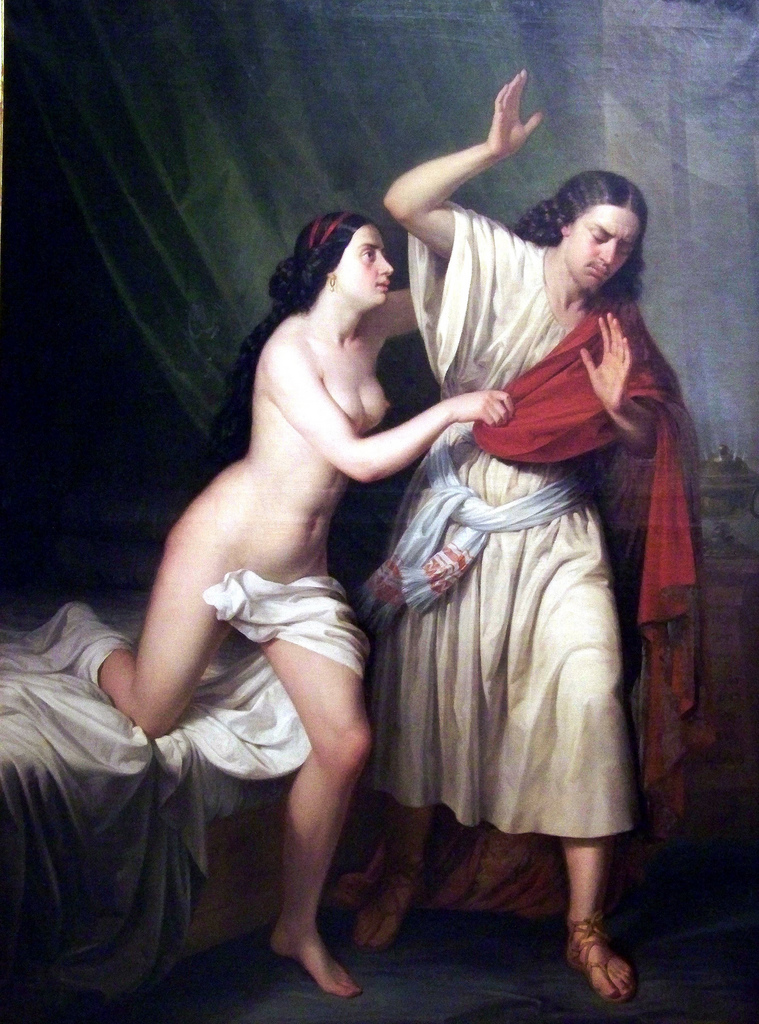
José sendo assediado pela mulher de Potifar, de Antonio María Esquivel, 1854

Misandria (do grego μισέω misèō, "odiar", e ἀνήρ anḕr, "homem") é o ódio, o desprezo ou o preconceito contra homens ou meninos. É em forma reversa à misoginia, e tanto "misândrico" quanto "misandrista" ou "androfóbico" podem ser usados como formas adjetivas da palavra. Atualmente, devido  à ampliação dos movimentos feministas, o termo é sinônimo de  Androfobia. A misandria pode se manifestar de várias maneiras, incluindo a discriminação sexual, a difamação dos homens ou mais amplamente o ódio, o medo, a raiva e o desprezo aos homens."

## Etimologia
A palavra misandria tem origem no grego μισέω misèō, "odiar", e ἀνήρ anḕr, "homem" que juntos indicam a qualidade daquele que odeia homens. Ela foi utilizada pela primeira vez em 1871 pela revista The Spectator em sua forma inglesa misandry.  Em 1952, a palavra misandry foi inclusa na 11ª edição do dicionário Merriam-Webster's Collegiate.

## Descartabilidade masculina
O ativista Warren Farrell escreveu sobre seus pontos de vista sobre como os homens são exclusivamente marginalizados no que ele chama de descartabilidade masculina, a maneira pela qual as ocupações mais perigosas, notadamente militares e de mineração, foram historicamente realizadas exclusivamente por homens e assim permanecem até hoje. Em seu livro, The Myth of Male Power, Farrell argumenta que as sociedades patriarcais não fazem regras para beneficiar os homens às custas das mulheres. Farrell argumenta que nada é mais revelador sobre quem se beneficiou das "regras dos homens" do que expectativa de vida, que é menor em homens e as taxas de suicídio, mais altas em homens.
Os professores de Estudos Religiosos Paul Nathanson e Katherine Young fizeram comparações semelhantes em sua série de três livros de 2001 Beyond the Fall of Man, que se refere à misandria como uma "forma de preconceito e discriminação que se tornou institucionalizada na sociedade norte-americana", escrevendo: "O mesmo problema que há muito impediu o respeito mútuo entre judeus e cristãos, o ensino de desprezo, impede agora o respeito mútuo entre homens e mulheres."

## Feminismo radical
A acadêmica Alice Echols, no seu livro de 1989 Daring To Be Bad: Radical Feminism in America, 1967–1975, argumentou que a feminista radical Valerie Solanas demonstrou um nível extremo de misandria comparada a outras feministas radicais na época do seu panfleto, o SCUM Manifesto. Echols declarou,

a misandria despudorada de Solanas — especialmente sua crença na inferioridade biológica do homem — seu apoio a relacionamentos entre "mulheres independentes", e sua rejeição do sexo como "o refúgio do irracional" se opôs ao tipo de feminismo radical que prevaleceu na maioria dos grupos femininos pelo país.
Paul Nathanson e Katherine K. Young argumentou que o "feminismo ideológico", em oposição ao "feminismo igualitário", impôs a misandria à cultura. Seu livro de 2001, Spreading Misandry, Analisou "artefatos da cultura popular e produções da década de 1990" de filmes e cartões de felicitações para o que eles considerou ser mensagens penetrantes de ódio para com os homens. Legalizing Misandry (2005), o segundo livro da série, deu atenção semelhante às leis na América do Norte.
Barbara Kay, uma jornalista canadense, tem criticado a discussão da feminista Mary Koss sobre a cultura do estupro, descrevendo a noção de que "o estupro representa um comportamento extremo, mas que está em um continuum com o comportamento masculino normal dentro da cultura", como "notavelmente misândrico".
Em 2002, a comentarista Charlotte Hays escreveu "que a filosofia anti-homem do feminismo radical se infiltrou na cultura em massa é algo incontestável; de fato, esta atitude se tornou tão difundida que dificilmente a notamos mais".
Wendy McElroy, uma feminista individualista, escreveu em 2001 que algumas feministas "redefiniram o ponto de vista do movimento do sexo oposto", como “uma raiva ardente para com os homens parece ter se transformado em um ódio frio". Ela argumentou que foi uma posição misândrica considerar os homens, como uma classe, serem irreformáveis ou violadores. McElroy declarou que "uma nova ideologia veio no pelotão de frente... feminismo radical ou de gênero", uma que tem "andado de mãos dadas com o movimento politicamente correto que condena o panorama da civilização ocidental como sexista e racista; o produto de 'homens brancos mortos'".

## Pesquisa com referências às origens da misandria
Em um estudo de 488 estudantes universitários sobre o sexismo ambivalente em relação aos homens, os pesquisadores descobriram que as mulheres que não se identificavam como feministas eram mais propensas a ser hostis aos homens do que as feministas autoidentificadas, porém mais propensas a visões benevolentes para com os homens.
Num estudo de 503 mulheres heterossexuais autoidentificadas, os psicólogos sociais encontraram uma associação entre estilos padrão de apego seguro e o sexismo hostil das mulheres em relação aos homens.

## Violência contra os homens  e falsas acusações de estupro
A misandria acaba alimentado casos de violência contra os homens, e também falsas acusações de estupro.

## Assimetria com misoginia
O sociólogo Allan G. Johnson argumenta em The Gender Knot: Unraveling our Patriarchal Legacy que acusações de ódio aos homens têm sido usadas para derrubar as feministas e transferir a atenção para os homens, reforçando uma cultura centrada no homem. Johnson afirma que a cultura não oferece nenhuma ideologia antimasculina comparável à misoginia e que "muitas vezes as pessoas confundem os homens com uma categoria dominante e privilegiada de pessoas" e que "dada a realidade da opressão das mulheres, do privilégio masculino e dos homens, não é de se estranhar que cada mulher deve ter momentos em que se ressente ou até "odeiem homens". ==
Marc A. Ouellette argumenta na International Encyclopedia of Men and Masculinities (2007) que "a misandria carece da antipatia sistêmica, trans-histórica, institucionalizada e legislada da misoginia". Na sua perspetiva, assumir um paralelismo entre misoginia e misandria simplifica excessivamente as relações de género e poder.
O antropólogo David D. Gilmore também argumenta que a misoginia é um "fenômeno quase universal" e que não há equivalente masculino à misoginia. Defendendo ainda mais as manifestações de misandria percebida como não "o ódio ao papel masculino tradicional dos homens" e uma "cultura do machismo". Ele argumenta que a misandria é "diferente do aspecto intensamente ad femam da misoginia que atinge as mulheres não importa no que elas creem ou façam".
Por outro lado, Warren Farrell, David Benatar, Christina Hoff-Sommers ou Martin Cleveld sustentam que, na realidade, a misandria é estrutural em nossa sociedade, diferente da misoginia, que ocorre em circunstâncias isoladas. Segundo esse ponto de vista, a misandria é tão comum e corriqueira que se torna invisível, e, portanto, impercpetível, enquanto a misoginia, por não ser algo tão comum, é perceptível. Por exemplo, ninguém questiona motivos da extrema maioria dos sem-teto ou mortos em acidentes de trabalho serem homens, por ser um fato já naturalizado. Justamente por ser tao comum e corriqueira, a misandria se torna praticamente insisível, o que faz com que muitos acreditem ser bem menos comum que a misoginia, quando a realidade é exato oposto.
Alguns acabam usando o termo femismo para distinguir o feminismo como oposto de machismo.

## Na literatura

### Grécia antiga
A professora de literatura comparada Froma Zeitlin, da Universidade de Princeton, discutiu a misandria no seu artigo intitulado "Padrões de Gênero em Arte Dramática de Ésquilo: Sete contra Tebas na Trilogia das Danaides" ("Patterns of Gender in Aeschylean Drama: Seven against Thebes and the Danaid Trilogy"). Ela escreveu:

O ponto mais importante de contato, no entanto, entre Etéocles e as suplicantes Danaides é, de fato, suas posições extremas em relação ao sexo oposto: a misoginia do acesso de raiva de Etéocles contra todas as mulheres de todas as variedades (Se. 181-202) tem sua contrapartida na misandria aparente das Danaides, que apesar da oposição aos seus primos egípcios em particular (o casamento com eles é incestuoso, são homens violentos), frequentemente estendem suas objeções para incluir a raça de homens como um todo e vê sua causa como uma disputa apaixonada entre os sexos (cf. Su. 29, 393, 487, 818, 951).

### Crítica literária
No livro Gênero e Judaísmo: A Transformação da Tradição (Gender and Judaism: The Transformation of Tradition), Harry Brod, um professor de Filosofia e Ciências Humanas do Departamento de Filosofia e Religião da Universidade de Iowa, escreve:

Na introdução ao The Great Comic Book Heroes, Jules Feiffer escreve que esta é a piada do Superman sobre todos nós. Clark é a visão do Superman sobre como todos os outros homens realmente são. Somos assustados, incompetentes, e incapazes, particularmente em torno de mulheres. Embora Feiffer tenha levado a brincadeira com bom humor, uma resposta mais cínica observaria a misantropia do Kriptoniano, sua misandria personificada em Clark e sua misoginia no desejo de que Lois se apaixonasse por Clark (tal como Oberon demonstra sua hostilidade com relação a Titânia, fazendo-a se apaixonar por um asno em Sonho de uma Noite de Verão, de William Shakespeare).

Julie M. Thompson, uma autora feminista, conecta a misandria com a inveja dos homens, e a aversão a suas características físicas e comportamentais, em particular a "inveja do pênis", um termo inventado por Sigmund Freud em 1908, em sua teoria do desenvolvimento sexual feminino.

### Analogias com outras formas de intolerância
Em 1999, o escritor Warren Farrell comparou os desumanizantes estereótipos de homens à desumanização do povo vietnamita como "bárbaros".
No último quarto de século, expusemos preconceitos contra outras raças e chamamos de racismo, e expusemos preconceitos contra as mulheres e chamamos de sexismo. Os preconceitos contra os homens chamamos de humor.Original {{{{{língua}}}}}: As Mulheres Não Ouvem o Que os Homens Não Dizem (Women Can't Hear What Men Don't Say)— Warren Farrell
Os professores de estudos religiosos Paul Nathanson e Katherine Young fizeram comparações semelhantes em uma série de três livros de 2001 chamada Além da Queda do Homem (Beyond the Fall of Man) que trata a misandria como uma forma de preconceito e discriminação que se institucionalizou na sociedade norte-americana com a ajuda do movimento feminista: "O mesmo problema que impediu por muito tempo o respeito mútuo entre judeus e cristãos, o ensino do desprezo, agora impede que haja um respeito mútuo entre homens e mulheres."
No livro de 2007 Enciclopédia Internacional do Homem e Masculinidades (International Encyclopedia of Men and Masculinities), Marc A. Ouellette diretamente contrasta a misandria e misoginia, argumentando que a "misandria carece da sistemática, trans-histórica, institucionalizada e legislada antipatia da misoginia".